# Рота дворцовых гренадер
Рота дворцовых гренадер, Дворцовые гренадеры, Георгиевская гренадерская рота — специальная отдельная воинская часть (отдельная рота) центрального подчинения Русской Императорской гвардии, вспомогательных войск Вооружённых сил Российской империи, несла службу в наряде почётных караулов при выходах, торжествах и празднествах в Высочайшем присутствии, то есть при российских императорах.

«Желая ознаменовать особое Моё благоволение к тем нижним чинам Лейб-гвардии, которые на Отечественной войне оказали своё мужество и во все продолжение их верной службы до самого истечения срока отличали себя усердием, Я признал за благо учредить из них при Дворе Моём особую роту под названием Дворцовых Гренадер, с тем, чтобы они были обеспечены в своём содержании на всю жизнь и чтобы служба их состояла только в полицейском надзоре во Дворцах, где будет Мое пребывание».— Из Высочайшего указа Государя Императора Николая I от 2 (14) октября 1827 года.
Старшинство — с 2 (14) октября 1827 года. Ротный праздник — 6 (19) декабря, день Святителя Николая Чудотворца (Никола Зимний). Неофициально называлась «Золотой ротой» за особые (яркие и эффектные) мундиры, в которых преобладали красные и золотые цвета.

## История
В 1827 году императором Николаем I была учреждена Рота дворцовых гренадер, как структурное подразделение Министерства императорского двора, подчиняющееся непосредственно министру и начальнику Гвардейского Корпуса. Офицеры и нижние чины этой роты имели гвардейские чины, фельдфебель — приравнивался к армейскому подпоручику, а унтер-офицеры — к прапорщикам армии. Гренадеры имели звание унтер-офицера.
Рота гренадер пополнялась отличившимися нижними чинами гвардии, армии и флота — отставными или прослужившими определённое число лет на сверхсрочной службе и бывшими в кампаниях, походах и делах против неприятеля. Право просить о зачислении в роту дворцовых гренадер имели отличнейшие нижние чины, служащие и отставные, награжденные знаком отличия военного ордена или медалями за кампании, походы и дела. Определение всех чинов в роту дворцовых гренадер совершалось по высочайшему повелению.
Личный контингент роты гренадер набирался из заслуженных военнослужащих, как правило — Георгиевских кавалеров, входящих в состав Взвода старейших Георгиевских кавалеров (например, полковники: Горчаков Александр Дмитриевич, Скрябин Никифор Иванович и другие). Всероссийский Император лично разработал для неё мундиры.
Главной обязанностью роты считался контроль за поддержанием порядка в Зимнем дворце. Однако по мнению некоторых исследователей, это была не более, чем маскировка её настоящего предназначения: Николай I с своим имиджем бесстрашного императора-воина, стеснялся признаться в том, что нуждается в охране на территории собственной резиденции. Но если обратиться к перечню постов дворцовых гренадер в Зимнем дворце, то видно, что большая их часть находилась у покоев императора и членов его семьи.
6 (18) апреля 1830 года Роте дворцовых гренадер было Высочайшим Указом императора пожаловано Гвардейское знамя с надписью: «В воспоминание подвигов Российской Гвардии», Георгиевскими лентами и крестом Ордена Святого Георгия 2-й степени. Вручено оно было 7 (19) апреля 1830 года в торжественной обстановке, в присутствии Императорской семьи и высших военных и гражданских сановников Российского государства в Георгиевском зале Зимнего дворца. Знамя хранилось в Зимнем Дворце, в Военной Галерее, под портретом Императора Александра I, и при отдании чести знамени роты войска бьют «Поход» даже в комнатах Дворца.
В 1849 году был сформирован особый московский отряд Роты дворцовых гренадер, который размещался в Московском Кремле.
После Февральской революции (переворота) 1917 года рота была переименована в Георгиевскую гренадерскую роту. 4 сентября 1918 года она была зачислена в состав РККА. Расформирована рота была 4 февраля 1921 года.
- Военнослужащие Роты дворцовых гренадер в Георгиевском зале Зимнего дворца, 1829 г.
- Старший офицер, унтер-офицер и барабанщик Роты дворцовых гренадер, 1830 г.
- Барабанщики и младший офицер Роты дворцовых гренадер в парадной форме,
1832 год.
- Знамёнщик Роты дворцовых гренадер,
1915 год.
- Портрет рядового Роты дворцовых гренадер М. Кулакова,
1915 год.

## Знаки различия
Знаки различия чинов Роты дворцовых гренадер, на 1912 год:
- Шапка роты дворцовых гренадер — была установлена в 1827 году, высокая (9½ вершка), медвежья, закругленная сверху, с гербом на сиянии внизу, с кутасом, с плетешкою и кистями, сделана по образцу шапок французских гвардейских гренадер 1812 года;
- особые мундиры;
- особые панталеры;
- эполеты и погоны:

| Описание | Знаки различия на 1912 год                                                 | Знаки различия на 1912 год                                                 | Знаки различия на 1912 год                                                 | Знаки различия на 1912 год                                                 | Знаки различия на 1912 год                                                     | Знаки различия на 1912 год                                                 | Знаки различия на 1912 год                                                    |
| -------- | -------------------------------------------------------------------------- | -------------------------------------------------------------------------- | -------------------------------------------------------------------------- | -------------------------------------------------------------------------- | ------------------------------------------------------------------------------ | -------------------------------------------------------------------------- | ----------------------------------------------------------------------------- |
| Эполеты  | Зачисленный в Роту Дворцовых гренадер в царствование Императора Николая II | Зачисленный в Роту Дворцовых гренадер в царствование Императора Николая II | Зачисленный в Роту Дворцовых гренадер в царствование Императора Николая II | Зачисленный в Роту Дворцовых гренадер в царствование Императора Николая II | Зачисленный в Роту Дворцовых гренадер в царствование Императора Александра III | Зачисленный в Роту Дворцовых гренадер в царствование Императора Николая II | Зачисленный в Роту Дворцовых гренадер в царствование Императора Александра II |
| Погоны   | Зачисленный в Роту Дворцовых гренадер в царствование Императора Николая II | Зачисленный в Роту Дворцовых гренадер в царствование Императора Николая II | Зачисленный в Роту Дворцовых гренадер в царствование Императора Николая II | Зачисленный в Роту Дворцовых гренадер в царствование Императора Николая II | Зачисленный в Роту Дворцовых гренадер в царствование Императора Александра III | Зачисленный в Роту Дворцовых гренадер в царствование Императора Николая II | Зачисленный в Роту Дворцовых гренадер в царствование Императора Александра II |
| Звание   | Гвардии Полковник                                                          | Гвардии капитан                                                            | Гвардии Штабс-капитан                                                      | Гвардии Поручик                                                            | Фельдфебель, Армии Подпоручик                                                  | Унтер-офицер, Армии Прапорщик                                              | Гренадер 2-й статьи и Гренадер 1-й статьи                                     |
| Группа   | Штаб-офицеры                                                               | Штаб-офицеры                                                               | Обер-офицеры                                                               | Обер-офицеры                                                               | Нижние чины с правами обер-офицеров армии                                      | Нижние чины с правами обер-офицеров армии                                  | Нижние чины на правах унтер-офицеров                                          |

## Обязанности
В обязанности роты дворцовых гренадер входило:
- содержание постов у памятников императорам Александра I и Николая I, в столице империи, и в других местах по Высочайшему назначению;
- дежурство во дворцах Зимнем и Кремлёвском (особый московский отряд);
- наряд почётных караулов при выходах, торжествах и празднествах в высочайшем присутствии[3], и в различных дворцовых зданиях;
- сверх того, вся рота, за исключением чинов, занятых служебными нарядами, должна была ходить на панихиды по усопшим Государям в дни Их кончины.

## Командование
Рота находилась в подчинении Министра императорского двора, и когда министр не мог заниматься ротой, назначался заведующий ротой из членов Императорской Главной квартиры. По внутреннему управлению и строевой части рота находилась в подчинении инспекторской части подчинённой командиру гвардейского корпуса. В 1857—1881 годах должность заведующего ротой была постоянной.

### Командиры, генералы и зачисленные в роту

#### Генералы, заведовавшие ротой
- генерал-адъютант Пётр Фёдорович Веймарн — дежурный генерал Главного штаба, заведовал ротой в период отсутствия Министра двора светлейшего князя Петра Михайловича Волконского c 31 мая 1845 до 13 июля 1846.
- генерал-адъютант граф Владимир Фёдорович Адлерберг 1-й — заведовал ротой в период отсутствия Министра двора светлейшего князя Петра Михайловича Волконского c 13 июля 1846 до 1 января 1847.
- генерал-адъютант граф Николай Трофимович Баранов[11] — заведовал ротой с 18 декабря 1857 по 3 июля 1881, в 1873 году зачислен в роту.
- свиты Его Величества генерал-майор Дмитрий Иванович Скобелев — временно заведовал ротой в 1869 году в связи с отъездом за границу графа Баранова.

#### Командиры роты
Командиры роты:
- 04.10.1827 — 02.04.1856 — Качмарев, Егор Григорьевич , полковник (с 27.03.1855 генерал-майор) — первый командир роты дворцовых гренадер.
  - 06.04.1856 — 06.12.1857 — Горчаков, Александр Дмитриевич, полковник (командующий ротой).
- 06.12.1857 — 06.11.1871 — Горчаков, Александр Дмитриевич, полковник.
- 15.11.1871 — 31.01.1878 — Шумиловский, Тимофей Федотович, полковник
  - 27.05.1877 — 06.02.1878 — Карлов, Фёдор Петрович, капитан (с 02.10.1877 — полковник) (временно командующий ротой).
- 06.02.1878 — 02.05.1882 — Карлов, Фёдор Петрович, полковник.
- 02.05.1882 — 15.01.1901 — Пастухов, Александр Николаевич, полковник (с 02.04.1895 — генерал-майор).
- 31.01.1901 — 24.11.1910 — Бауер, Николай Фёдорович, полковник (с 12.12.1902 — генерал-майор, с 1910 — генерал-лейтенант).
  - 05.12.1910 — 06.12.1910 — Гринев, Сергей Аполлонович, капитан (командующий ротой)
- 06.12.1910 — 17.09.1914 — Гринев, Сергей Аполлонович, полковник.
- 17.09.1914 — 28.01.1920 — Керим-бек Новрузов, полковник, исправляющий должность командира роты с 17.09.1914 года по 28.07.1919 года. Командир Георгиевской гренадерской роты с 28.07.1919 года по 28.01.1920 года.
- 29.01.1920 — 04.02.1921 — Фок, Николай Александрович, генерал-майор — последний командир Георгиевской гренадерской роты.

#### Зачисленные в роту
- «Солдат трёх императоров» Кочетков, Василий Николаевич (служил в роте с 1862 по 1869)[12].

## В литературе и искусстве
- Глинка В.М. «Судьба дворцового гренадера»; ISBN 5-08-001595-0
- Английский художник Джордж Доу написал четыре портрета военнослужащих Роты дворцовых гренадер: гренадера И. Г. Ямника, унтер-офицера Е. Е. Гетгорта, барабанщика В. Т. Акентьева) и капитана В. М. Лаврентьева.